# 二十才のスーブニール
『二十才のスーブニール』（はたちのスーブニール）は、1986年7月7日にリリースされた柏原芳恵の7曲入りミニ・アルバム。

## 概要
帯コピーは、"二十才の芳恵だから描ける七色の恋模様！"
柏原のデビュー7周年を記念した特別企画アルバムであり、先行シングル曲「花嫁になる朝」のアルバム・バージョンを含む全7曲が収録されている。当初はLPとカセットのみ発売されCD化はされていなかったが、2018年9月26日に『二十才のスーブニール+1』として「花嫁になる朝」のシングル・バージョンがボーナス・トラックとして追加され、SHM-CD(紙ジャケット仕様)が発売された。発売・販売元はユニバーサルミュージック。
2010年4月14日には音楽配信が開始された。

## 収録曲

### オリジナル盤

#### SIDE A
1. なにも世界中で…。
作詞：荒木とよひさ／作曲・編曲：山崎稔
2. 微笑
作詞：荒木とよひさ／作曲・編曲：山崎稔
3. 笑ってさよなら
作詞：なかにし礼／作曲：井上大輔／編曲：新川博
4. 二十才のスーブニール
作詞：なかにし礼／作曲：井上大輔／編曲：新川博

#### SIDE B
1. 古都の恋めぐり
作詞：茜まさお／作曲：平尾昌晃／編曲：竜崎孝路
※シングル「花嫁になる朝」B面曲。
2. 恋愛写真
作詞：岡田冨美子／作曲：平尾昌晃／編曲：竜崎孝路
3. 花嫁になる朝
作詞：茜まさお／作曲：平尾昌晃／編曲：竜崎孝路
※表記は無いが、シングルとは異なるアルバムバージョン。オリジナル版よりもイントロが長くなっている。

### 二十才のスーブニール+1
1. なにも世界中で…。
2. 微笑
3. 笑ってさよなら
4. 二十才のスーブニール
5. 古都の恋めぐり
6. 恋愛写真
7. 花嫁になる朝
8. 花嫁になる朝 (シングル・ヴァージョン) ＜ボーナストラック＞